# Cmentarz prawosławny w Białymstoku (Jaroszówka)
Cmentarz prawosławny w Białymstoku na Jaroszówce – nekropolia prawosławna o powierzchni 6,7 ha znajdująca się w Białymstoku przy ulicy Władysława Wysockiego 1.
Jest to jeden z najstarszych białostockich cmentarzy. Nekropolia wraz z cerkwią cmentarną znajduje się w rejestrze zabytków województwa podlaskiego pod numerem A-84.

## Historia
Po zamknięciu w 1887 znajdującego się w centrum Białegostoku cmentarza przy cerkwi św. Marii Magdaleny, został wyznaczony nowy cmentarz zlokalizowany na ówczesnych obrzeżach miasta, w dzielnicy Wygoda (aktualnie Jaroszówka). 
Dnia 31 maja 1892 na terenie cmentarza został położony kamień węgielny pod budowę świątyni cmentarnej. Została ona wyświęcona pod wezwaniem Wszystkich Świętych 19 maja 1894 jako świątynia filialna parafii św. Mikołaja.
W 1915 r. w niedalekiej odległości od cerkwi cmentarnej wzniesiono niewielką kaplicę cmentarną (tzw. czasownię). W okresie I wojny światowej nekropolia została poszerzona do obecnych granic i służyła wówczas jako cmentarz wojskowy (gdy znaczna część cywilnej ludności prawosławnej Białegostoku i okolic udała się na bieżeństwo). 
Po zakończeniu I wojny światowej i powrocie części ludności prawosławnej z bieżeństwa, gdy większość białostockich parafii została skasowana lub przejęta przez Kościół rzymskokatolicki, nekropolia stała się cmentarzem parafialnym soboru św. Mikołaja. 
Dnia 16 czerwca 1982 dekretem ówczesnego biskupa białostockiego i gdańskiego Sawy, erygowano samodzielną parafię przy cerkwi cmentarnej. Obecnie jest to najmniejsza liczebnie parafia prawosławna na terenie Białegostoku.
W latach 1982–1984 założono ewidencję zabytkowych nagrobków.

## Pochowani na cmentarzu
Nekropolia liczy ponad 20 tysięcy pochówków. Na jej terenie zostali pochowani m.in.:
- Michał Bałasz - polski architekt
- Wiaczesław Bohdanowicz – senator I i II kadencji w II RP (1922–1930), białoruski działacz społeczny, więzień obozu w Berezie Kartuskiej (nagrobek symboliczny)
- Mikołaj Hajduk – polski dziennikarz, pedagog, poeta, prozaik i krajoznawca pochodzenia białoruskiego
- Eugeniusz Konachowicz – duchowny prawosławny
- Michał (Kiedrow) – biskup zwierzchnik diecezji wrocławsko-szczecińskiej
- Stefan Kopa – polski folklorysta, muzyk i animator kultury pochodzenia białoruskiego
- Andrzej Łapko (1949-2015) – polski inżynier budownictwa, profesor Politechniki Białostockiej[5]
- Nikanor (Niesłuchowski) – arcybiskup zwierzchnik diecezji białostocko-gdańskiej
- Flor Sosnowski (1842-1911) - duchowny prawosławny, pionier i propagator oświaty, działacz społeczny i pozytywista, założyciel sieci szkół cerkiewno-parafialnych dla ubogiej, pounickiej ludności chłopskiej[6][7]
- Włodzimierz Wasilewicz – malarz, grafik, scenograf
- Serafim Żeleźniakowicz – duchowny prawosławny, wieloletni rektor Warszawskiego Seminarium Duchownego

Ponadto na cmentarzu spoczywa szereg zasłużonych przedstawicieli społeczności mniejszości białoruskiej w Polsce w tym m.in.: Leon Bogusz, Mikoła Czarnecki, Jurka Geniusz, Wiktor Rudczyk, Kastuś Kisły, Konstanty Sidorowicz.

## Inne
Jedna z kwater nekropolii przeznaczona jest na pochówki staroobrzędowców.

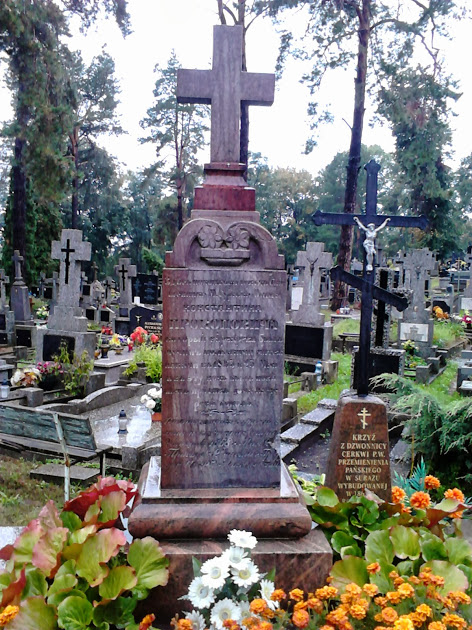
Nagrobek powieszonego przez powstańców styczniowych ks. Konstantego Prokopowicza i krzyż z dzwonnicy nieistniejącej cerkwi w Surażu

Na cmentarzu znajduje się pomnik upamiętniający Ludobójstwo Ormian. Na pomniku umieszczono inskrypcje w językach ormiańskim i polskim. Napis w języku polskim brzmi: Na pamięć dla 1500000 Ormian zamordowanych 24 IV 1915 r. przez Turków.
Na cmentarzu znajduje się nagrobek ks. Konstantego Prokopowicza, proboszcza parafii prawosławnej w Surażu, powieszonego na drzewie w pobliżu swojej plebanii w noc z 22 na 23 maja 1863 przez uczestników Powstania Styczniowego. Nagrobek pierwotnie znajdował się na cmentarzu prawosławnym przy cerkwi w Zawykach, jednakże po przejęciu tej nekropolii i świątyni przez katolików w latach międzywojennych, podjęto decyzję o jego przeniesieniu na cmentarz prawosławny w Białymstoku, gdzie znajduje się do dziś. W tej samej kwaterze ustawiony został krzyż, który zwieńczał, rozebraną w 1929, cerkiew Przemienienia Pańskiego w Surażu.
W 2017 r. dokonano inwentaryzacji pięciu kwartałów nekropolii i sporządzono komputerową ewidencję grobów, dzięki której istnieje możliwość skorzystania z wyszukiwarki osób zmarłych, pochowanych na cmentarzu.
W październiku 2019, z inicjatywy ówczesnego proboszcza parafii ks. Piotra Pietkiewicza na wielu nagrobkach umieszczone zostały kontrowersyjne kartki informujące o likwidacji grobów w przypadku nieuiszczenia stosownej opłaty cmentarnej przez dysponentów miejsca cmentarnego. Kartki takie zamieszczono również na nagrobkach pochodzących z XIX i początków XX w., w związku z czym pojawiła się groźba zniszczenia i tak nielicznie zachowanych nagrobków zabytkowych. Akcja proboszcza spotkała się z dezaprobatą wiernych i wojewódzkiego konserwatora zabytków oraz odbiła się szerokim echem w mediach lokalnych.